# Gravfältet vid Lilla Ihre

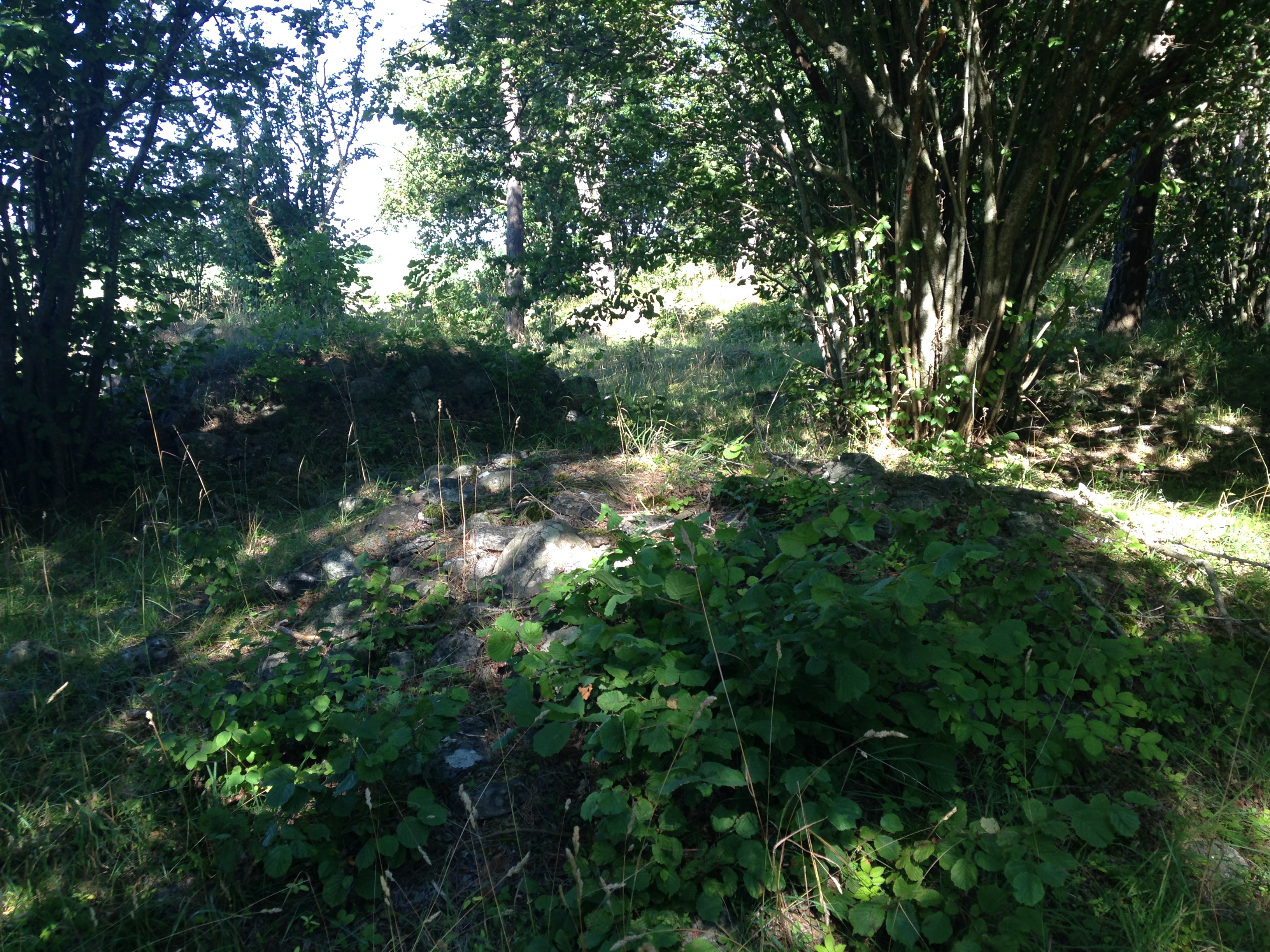
Gravfältet vid Lilla Ihre

Gravfältet vid Lilla Ihre är beläget mellan byarna Stora och Lilla Ihre (skrivs även Ire) i Hellvi socken på norra Gotland och är daterat till järnåldern.
Gravfältet är ett av Gotlands största gravfält med över 600 synliga gravar, främst runda stensättningar och rösen. De största rösena är cirka tio meter i diameter och en meter höga. Gravfältet är beläget på en skogbeklädd ås och är ungefär 385 gånger 50 meter stort. På 1930-talet drogs den nuvarande vägsträckningen genom gravfältet varvid en mängd gravar förstördes. 
Senare under 1930- och 1940-talen utfördes vetenskapliga undersökningar av Mårten Stenberger, som gav rika fynd av vapen och smycken. En bildsten påträffades också på gravfältet. Undersökningen visade att gravfältet hade använts i över tusen år (år 0 - 1050 efter Kristus) av folk från 2-3 gårdar som legat i närheten av nuvarande Ihre-gårdarna. De äldsta gravarna är från romersk järnålder och återfinns i gravfältets nordvästra del. Där är brandgravar vanligast, det vill säga att den döde bränts före begravningen. De yngsta gravarna är från vikingatid och återfinns i de sydöstra delarna av gravfältet. Det var i dessa skelettgravar som de största fynden gjordes.  